# Duke-Klasse (1778)
Die Duke-Klasse war eine Klasse von vier 98-Kanonen-Linienschiffen 2. Ranges der britischen Marine, die von Sir John Williams entworfe wurden und von 1778 bis 1843 in Dienst stand.

## Einheiten
| Name      | Bauwerft            | Bestellung     | Kiellegung      | Stapellauf       | Indienststellung | Verbleib         |
| --------- | ------------------- | -------------- | --------------- | ---------------- | ---------------- | ---------------- |
| Duke      | Plymouth Dockyard   | 18. Juni 1771  | Oktober 1772    | 18. Oktober 1777 | 8. April 1778    | abgebrochen 1843 |
| St George | Portsmouth Dockyard | 16. Juli 1774  | August 1774     | 14. Oktober 1785 | Oktober 1787     | gesunken 1811    |
| Glory     | Plymouth Dockyard   | 16. Juli 1774  | 7. April 1775   | 5. Juli 1788     | 22. Oktober 1793 | abgebrochen 1825 |
| Atlas     | Chatham Dockyard    | 5. August 1777 | 1. Oktober 1777 | 13. Februar 1782 | 18. Februar 1782 | abgebrochen 1821 |

## Technische Beschreibung
Die Klasse war als Batterieschiff mit drei durchgehenden Geschützdecks konzipiert und hatte eine Länge auf diesen von 53,95 Metern, eine Breite von 15,29 Metern und einen Tiefgang von 6,63 Metern. Sie waren Rahsegler mit drei Masten (Fockmast, Großmast und Kreuzmast). Der Rumpf schloss im Heckbereich mit einem Heckspiegel, in den Galerien integriert waren, die in die seitlich angebrachten Seitengalerien mündeten.
Die Bewaffnung der Klasse bestand bei Indienststellung aus 90 Kanonen, die sich aber durch hinzufügen von acht Kanonen auf dem Achterdeck auf 98 Kanonen erhöhte.
|             | Unterdeck       | Mitteldeck      | Oberdeck        | Vordeck        | Achterdeck    | Kanonen (Geschossgewicht) |
| ----------- | --------------- | --------------- | --------------- | -------------- | ------------- | ------------------------- |
| 1778 (Duke) | 28 × 32-Pfünder | 30 × 18-Pfünder | 30 × 12-Pfünder | 2 × 12-Pfünder |               | 90 Kanonen (411,32 kg)    |
| 1782 (Duke) | 28 × 32-Pfünder | 30 × 18-Pfünder | 30 × 12-Pfünder | 2 × 12-Pfünder | 8 × 6-Pfünder | 98 Kanonen (422,21 kg)    |

## Besatzung
Die Besatzung hatte eine Stärke von 750 Mann.